# Coppa dei Campioni del Golfo 2008
La Coppa dei Campioni del Golfo 2008 è la 24ª edizione della coppa a cui prendono parte 9 squadre da 5 federazioni provenienti da tutto il Golfo Persico.
La competizione è stata vinta dalla squadra saudita Al-Wasl Sports Club che si aggiudica la terza edizione della coppa nella sua storia, dopo aver vinto contro l'Al Nassr

## Squadre Partecipanti
- Al-Najma
- Al Muharraq
- Al Qadsia
- Al Salmiya
- Al Nahda
- Dhofar
- Al-Khor Sports Club
- Al-Ahli Sports Club
- Al-Nassr

### Squadre Ritirate
- Umm-Salal Sports Club, ritirato
- Squadre degli UAE non entrate
- Squadre dell'Iraq non entrate

## Fase a Gironi

### Gruppo A
| Team        | Pld | W | D | L | GF | GA | GD  | Pts |
| ----------- | --- | - | - | - | -- | -- | --- | --- |
| Al Qadsia   | 4   | 3 | 1 | 0 | 11 | 1  | +10 | 10  |
| Al-Nasr     | 4   | 2 | 1 | 1 | 5  | 3  | +2  | 7   |
| Al Muharraq | 4   | 1 | 3 | 0 | 4  | 2  | +2  | 6   |
| Al Khor     | 4   | 0 | 2 | 2 | 3  | 10 | -7  | 2   |
| Al Nahda    | 4   | 0 | 1 | 3 | 2  | 9  | -7  | 1   |

### Gruppo B
| Team       | Pld | W | D | L | GF | GA | GD | Pts |
| ---------- | --- | - | - | - | -- | -- | -- | --- |
| Al-Ahli    | 3   | 2 | 1 | 0 | 5  | 1  | +4 | 7   |
| Al Salmiya | 3   | 2 | 0 | 1 | 6  | 5  | +1 | 6   |
| Dhofar     | 3   | 1 | 0 | 2 | 4  | 7  | -3 | 3   |
| Al-Najma   | 3   | 0 | 1 | 2 | 2  | 4  | -2 | 1   |

## Semi-Finali
| Squadra 1 | Totale | Squadra 2  | Andata | Ritorno |
| --------- | ------ | ---------- | ------ | ------- |
| Al-Nassr  | n.d.   | Al-Ahli    | n.d    | n.d.    |
| Al Qadsia | n.d.   | Al Salmiya | 3–4    | n.d.    |

## Finale

### Andata
| Gedda 28 novembre 2008, ore 19:35              | Al-Ahli   | 1 – 0 | Al-Nassr | Prince Sultan bin Fahd Stadium (18.289 spett.) |
| \| \| \| \| \| Al-Raheb 35’ \| Marcatori \| \| |           |       |          |                                                |
|                                                |           |       |          |                                                |
| Al-Raheb 35’                                   | Marcatori |       |          |                                                |

### Ritorno
| Riyad 3 dicembre 2008, ore 19:35                               | Al-Nassr  | 0 – 2                        | Al-Ahli | King Fahd International Stadium (45.647 spett.) |
| \| \| \| \| \| \| Marcatori \| 68’ Al-Raheb 80’ Al-Kharashi \| |           |                              |         |                                                 |
|                                                                |           |                              |         |                                                 |
|                                                                | Marcatori | 68’ Al-Raheb 80’ Al-Kharashi |         |                                                 |